# Chris Froome
Christopher Clive Froome (Nairobi, Kenia, 20 de mayo de 1985), conocido como Chris Froome, es un ciclista de ruta británico. Es profesional desde 2007, y desde 2021 compite con el equipo israelí Israel-Premier Tech de categoría UCI ProTeam.
Catalogado de leyenda, Froome está considerado como uno de los corredores más fuertes del mundo en carreras por etapas, destacando como uno de los mejores escaladores de la actualidad y, también, como uno de los mejores contrarrelojistas.
Su palmarés, de gran calidad, cuenta más de 60 victorias como profesional. Entre sus victorias más importantes se encuentran 4 Tours de Francia (2013, 2015, 2016 y 2017), 2 Vueltas a España (2011 y 2017),  y un Giro de Italia (2018), además de 14 victorias de etapa en Grandes Vueltas (2 etapas en el Giro de Italia, 7 etapas en el Tour de Francia y 5 etapas en la Vuelta a España), así como algunas prestigiosas vueltas por etapas tales como el Tour de Romandía 2013 y 2014 y el Critérium del Dauphiné (en 2013, 2015 y 2016). Además, cuenta también con otros cuatro podios en Grandes Vueltas sin victoria final: un 2.º puesto en el Tour de Francia 2012, dos veces 2.º en la Vuelta España (ediciones de 2014 y 2016) y un tercer puesto en el Tour de Francia 2018.
En 2013, 2015 y 2017 fue galardonado con la Bicicleta de Oro como el mejor ciclista del año;

## Biografía
Nació en Nairobi, Kenia, ya que sus padres (originarios de la ciudad de Brighton) se habían trasladado allí por motivos laborales. En Kenia comenzó a practicar ciclismo en la modalidad de mountain bike. A los 16 años se fue a vivir sin su familia a Johannesburgo, Sudáfrica, donde comenzó a practicar el ciclismo en ruta. En 2006 y 2007 representó a Kenia en los Campeonatos del Mundo sub-23. En mayo de 2008, adoptó la nacionalidad británica, la de sus padres y abuelos.

## Trayectoria profesional

### 2007 a 2010: Primeros años
Comenzó su carrera profesional en el modesto equipo Team Konica Minolta en el año 2007, donde ganó la 6.ª etapa del Tour de Japón. En Sudáfrica entrenaba regularmente con Robert Hunter, quien le vio buenas cualidades y recomendó su contratación al Barloworld. En el mes de septiembre, fichó por el equipo británico para la temporada 2008. A finales de año, fue seleccionado por el equipo del Reino Unido para los Campeonatos del Mundo celebrados en la localidad italiana de Varese, una vez se nacionalizó británico en el mes de mayo de ese mismo año.
En 2009 gana el Giro del Capo II superando a Jay Thompson y Daryl Impey, 2.º y 3.º respectivamente. En el año 2010 fichó por el equipo británico Sky Professional Cycling Team. En el Giro no tuvo una actuación destacada. En su equipo aseguran que enfermó en la última semana, y, en la penúltima etapa, con final en Aprica, fue expulsado de carrera por subir el Mortirolo, supuestamente, agarrado a un coche.

### 2011: Explosión en la Vuelta a España y consagración como favorito
En la temporada 2011, y tras serle diagnosticada bilharzia y habérsele concedido excepción médica para que pudiera recuperarse de la enfermedad, protagonizó una gran actuación en la que casi logra la victoria en una de las Grandes Vueltas. En septiembre de 2011 acudió a la Vuelta Ciclista a España como gregario de su compatriota Bradley Wiggins. Sin embargo, su gran contrarreloj, además de su saber estar en la alta montaña y una victoria de etapa, con final en el puerto de Peña Cabarga, en Cantabria, le supuso terminar 2.º en la clasificación general individual, justo por delante de Wiggins, y solo superado por el ganador, el español Juanjo Cobo. Además, la diferencia entre ambos fue de solo 13 segundos. Froome tuvo opciones de victoria hasta la última etapa. (A Juanjo Cobo le han sancionado en el año 2019 debido a un problema en el pasaporte biológico entre 2009 y 2011. Esta decisión la puede recurrir el cántabro en el TAS(no recurrió). De esto modo, Chris Froome será a partir de ahora el ganador de la Vuelta de 2011 sumando así su segunda ronda española a su palmarés. 
Gracias a esta soberbia actuación, pasó a ser tenido en cuenta como uno de los grandes favoritos para ganar una gran vuelta en la temporada siguiente.
En junio de 2019, 8 años después de finalizada la prueba, fue declarado ganador de la carrera ya que Cobo fue desposeído del título por dopaje debido a anomalías en su pasaporte biológico.

### 2012: Consolidación y gregario de Bradley Wiggins en el Tour
En el año 2012 se preparó para el asalto al Tour de Francia, aunque, en principio, partía como gregario. Fue un Tour polémico para Froome, ya que trató de dejar en evidencia a su compañero, compatriota y líder del equipo Sky, Bradley Wiggins, cuando en dos etapas de montaña arrancó y este no pudo seguir su ritmo, queriendo demostrar su superioridad frente al líder del equipo, ante la mirada de todo el mundo. Ganó la séptima etapa y acabó 2.º en la clasificación general final, solo por detrás de Wiggins. A pesar de esta polémica, Froome siempre dejó claro que Wiggins era el líder del equipo.
A raíz de estos hechos, se especuló que para la temporada 2013, Froome abandonaría el Sky Procycling para poder ser el líder de una escuadra que le ayudara en sus objetivos, cosa que no ocurrió finalmente, ya que decidió permanecer en el equipo Sky junto a Bradley Wiggins para ayudarle a conseguir un segundo Tour de Francia.
En los Juegos Olímpicos de Londres 2012, participó en la prueba de Contrarreloj, en la que obtuvo la medalla de bronce, subiendo al podio junto al vencedor y medalla de oro, su compatriota y compañero en el equipo Sky Bradley Wiggins, y la medalla de plata, el alemán Tony Martin.
Sin embargo, estos resultados le pasaron factura en su actuación en la Vuelta a España, en la que partía como líder del equipo al no participar Bradley Wiggins. A pesar del cansancio acumulado, consiguió ser 4.º en la clasificación general, a más de 10 minutos del vencedor, el español Alberto Contador, que regresaba después de una sanción de dos años impuesta a finales de 2010.

### 2013: Primer Tour de Francia
Estando establecido ya como uno de los grandes favoritos del pelotón internacional, Froome comenzó 2013 con varias victorias importantes, contando la general del Tour de Omán, una etapa en la Tirreno-Adriático, el Critérium Internacional, la general del Tour de Romandía y una etapa y la general del Critérium del Dauphiné como triunfos más destacados.
Estas victorias, la fuerza que demostró en toda la primera parte de la temporada, unidas a la ausencia de Wiggins del 9 inicial del Sky que partió para el Tour de Francia, le convertían en el máximo favorito sobre el papel, para alzarse con el triunfo en París, como así fue, donde sacó más de 4 minutos al segundo clasificado, el colombiano Nairo Quintana. Después de la ronda francesa, apenas participó en un par de pruebas.

### 2014: Caída y abandono en el Tour
Nuevamente, la temporada 2014 la comenzó con un calendario específico para el Tour. Comenzó ganando en Tour de Omán, pero luego, dolores de espalda y una gripe lo alejaron de las carreteras. Regresó en el Tour de Romandía, carrera que ganó gracias a su triunfo en la contrarreloj final. Posteriormente hizo una concentración de 2 semanas en el Teide y ya en junio corrió el Critérium del Dauphiné donde ganó las 2 primeras etapas y fue líder de la carrera hasta la penúltima etapa, con llegada a Finhaut-Emosson, cediendo el maillot de líder a Alberto Contador, quien atacó a falta de 2 km. En la última etapa, con final en Courchevel, perdió todas sus opciones en la general, cuando un desfallecimiento lo llevó a perder 5 min y acabar fuera del top 10 de la prueba.[cita requerida]
Sin embargo, en el Tour de Francia no pudo defender su título ya que se cayó tres veces en dos etapas consecutivas, la cuarta y la quinta, sufriendo una pequeña fractura en la muñeca izquierda y otra en la mano derecha, por lo que tuvo que abandonar.
Tras este infortunio, se preparó para afrontar la Vuelta a España, a la cual acudió también Alberto Contador. En la segunda semana, dejó algunas dudas sobre su estado físico en la montaña, pero luego empezó a mejorar su forma y las etapas de montaña con llegadas en La Farrapona y el Puerto de Ancares, lo tuvieron como protagonista, aunque en ambas etapas venció Contador en el último kilómetro. Froome terminó en 2.ª posición, por detrás de Contador tras una bonita batalla entre ambos, la que no pudo tener lugar en el Tour, ya que el corredor español también abandonó la ronda francesa tras una dura caída. Además, Froome ganó la clasificación como el más combativo de la Vuelta.

### 2015: Segundo Tour de Francia
Froome comenzó la temporada, como es característico en él en los últimos años, ganando vueltas importantes, como la Vuelta a Andalucía y el Critérium del Dauphiné, además de varias etapas de ambas vueltas.
Comenzó muy fuerte el Tour de Francia, siendo líder desde las primeras etapas y ganando la primera etapa de montaña sacando varios minutos de ventaja a sus rivales más directos. Sin embargo, en las últimas etapas alpinas perdió fuerza y el colombiano Nairo Quintana, segundo en la general, le recortó bastante ventaja, aunque no la suficiente para arrebatar el Tour a Froome, que acabó venciendo, llevándose, además, el maillot de puntos rojos de la montaña. Fue su segunda victoria en el Tour.
Sin embargo, debido a la portentosa exhibición que hizo en la primera etapa pirenaica, donde descolgó fácilmente a todos sus rivales, y a la fuerza de sus gregarios, especialmente el australiano Richie Porte y el británico Geraint Thomas, se provocó una oleada de reacciones en contra por parte de los aficionados, que acusaron a Froome en particular y al Team Sky en general, de doparse. Froome llegó incluso a recibir insultos, escupitajos y, también, lanzamiento de vasos y botellas llenos de orina en plena carrera.
A finales de agosto, decidió tomar parte en la Vuelta a España. Sin embargo, tuvo que abandonar la prueba debido a una caída al comienzo de la 11.ª etapa, la etapa reina, en la que perdió alrededor de 8 minutos con respecto al ganador de la misma, el español Mikel Landa.

### 2016: Tercer Tour de Francia, tercer Critérium del Dauphiné y tercer 2.º puesto en la Vuelta a España
Comenzó la temporada corriendo la Volta a Catalunya en la que se dieron cita todos los grandes ciclistas del panorama mundial incluyendo a los ganadores de las tres últimas Grandes vueltas, Alberto Contador, Fabio Aru y el propio Froome, así como otros grandes hombres como Nairo Quintana, Joaquim Rodríguez, Daniel Martin, Richie Porte, entre otros. Quintana fue el vencedor final y Froome quedó en 8.ª posición.
Después disputó el Tour de Romandía, donde ganó una etapa, y, nuevamente, su rival Nairo Quintana fue el vencedor final. Más tarde, venció el Critérium del Dauphiné, donde se encontró de nuevo con el español Alberto Contador, consiguiendo su tercer entorchado en este certamen. Con ello, entra en el grupo de corredores que más veces lo ha ganado junto a Nello Lauredi, Luis Ocaña, Bernard Hinault y Charly Mottet.
En julio se hizo con su tercer entorchado en el Tour de Francia, sacando más de 4 minutos al segundo clasificado, el francés Romain Bardet, y ganando 2 etapas.
En los Juegos Olímpicos de Río de Janeiro 2016, participó en la prueba de Contrarreloj, en la que obtuvo la medalla de bronce, subiendo al podio tras el vencedor y medalla de oro, el suizo Fabian Cancellara, y el segundo, el neerlandés Tom Dumoulin.
Después participó en su última carrera de la temporada, la Vuelta a España. Se adjudicó la undécima etapa finalizada en Peña Cabarga (donde ya había ganado en 2011) y se colocó segundo en la general tras Nairo Quintana, a minuto y medio. No obstante, en la decimoquinta etapa acabada en Aramón Formigal, sufrió un corte con respecto a Quintana y Alberto Contador, perdiendo más de dos minutos con el colombiano y situándose a 3:37 en la general a falta de una semana para la finalización de la prueba. Ganó la contrarreloj entre Jávea y Calpe, recortando más de dos minutos a Nairo, aunque finalmente no pudo con el sudamericano en la última etapa de montaña, volviendo a quedar 2.º en la Vuelta a España por tercera vez en su carrera.

### 2017: Doblete: Cuarto Tour de Francia y primera Vuelta a España
En el año 2017, Chris Froome consiguió ganar por cuarta vez, tercera consecutiva, el Tour de Francia. Sin embargo, su dominio no fue tan grande como en los años anteriores, si bien disponía de un gran equipo que le facilitó la tarea, en especial el corredor español Mikel Landa, cuarto en París, las diferencias con sus rivales fueron mucho menores. Mientras que en otros años Froome daba un golpe de autoridad en las primeras etapas de montaña, desmoralizando a sus rivales, en este año los 5 primeros de la clasificación general han estado agolpados en diferencias de menos de 2 minutos hasta el final de la ronda. Froome ganó el Tour más con inteligencia y tenacidad que con fuerza y con ataques. En esta ocasión sus principales rivales fueron el colombiano Rigoberto Urán, el francés Romain Bardet y el italiano Fabio Aru. Por primera vez Froome no ganó ninguna etapa en uno de sus Tours victoriosos.
Además, este año se consagró como uno de los grandes ciclistas de la historia al conseguir también imponerse en la Vuelta a España. Ningún corredor lograba un doblete en dos Grandes Vueltas el mismo año desde que Alberto Contador lo logró en 2008, consiguiendo el Giro de Italia y la Vuelta a España. Además, fue el tercer ciclista en la historia en ganar el doblete Tour-Vuelta el mismo año (anteriormente lo consiguieron Jacques Anquetil en 1963 y Bernard Hinault en 1978).
Froome se impuso en la ronda española por 2:15 minutos al italiano Vincenzo Nibali, con el que tuvo una intensa lucha, en la que cada día uno sacaba ventaja al otro, y al siguiente perdía lo recuperado, con caídas y retrasos de por medio, y así sucesivamente cada día durante la última emocionante semana. El ruso Ilnur Zakarin acabó tercero en el podio. Fue una ronda que resultó especial porque Alberto Contador, gran rival del británico, se despedía del ciclismo profesional, acabando quinto al final en Madrid. Froome consiguió ganar 2 etapas, además de la clasificación por puntos, y llevó el maillot rojo durante 19 etapas, desde la 3.ª hasta el final.
El 20 de septiembre participó en el Campeonato Mundial Contrarreloj, celebrada en Bergen, Noruega. Consiguió la medalla de bronce.

#### Resultado analítico adverso
El 13 de diciembre la Unión Ciclista Internacional (UCI) confirmó que el ciclista británico fue notificado por un resultado analítico adverso (AAF) de Salbutamol en exceso por 1000 ng/m. La muestra fue recolectada el 7 de septiembre durante la Vuelta a España, y el corredor fue notificado el 20 de septiembre.
El control antidopaje fue planeado y llevado a cabo por Cycling Anti-Doping Foundation (CADF), el organismo independiente encargado por la UCI, a cargo de definir e implementar la estrategia antidopaje en el ciclismo. El análisis de la muestra B ha confirmado los resultados de la muestra A del ciclista, y los procedimientos de descargos se llevaron a cabo de acuerdo con las reglas antidopaje de la UCI.
El 2 de julio de 2018, la UCI cerró los procedimientos antidopaje relacionados con el ciclista, dando por probado que el resultado anormal fue consecuencia de un uso permitido, caso en el que no se considera Resultado Adverso Analítico, por lo que se retiró el veto que solo un día antes se le había impuesto para correr el Tour 2018.

### 2018: Regreso al Giro y tercer puesto en el Tour
A la espera de saber qué sucedería con su procedimiento antidopaje, Froome comenzó el 2018 compitiendo en algunas pruebas, como la Vuelta a Andalucía, con la idea de coger forma para su primer desafío del año, el Giro de Italia, prueba en la que no compite desde 2010.
Hasta el momento de comenzar el Giro, Froome no había logrado ninguna victoria. No obstante, logró la victoria final en la corsa rosa, además de 2 victorias de etapa, una en la 14.ª etapa, en la que se coronaba el temido Monte Zoncolan, y otra en la 19.ª, Venaria Reale - Bardonecchia, también etapa de alta montaña, fue una de las mayores exhibiciones de la época moderna del ciclismo desde Eddy Merckx hasta hoy, Chris Froome acometió su descabellada empresa en el Colle delle Finestre, la Cima Coppi de esté Giro (2178 m) Arrancó cuando terminaba el asfalto y empezaba el sterrato, a nueve kilómetros de la cima, a 80 de Bardonecchia, la meta, en la cual culminó una escapada en solitario de 80 Kilómetros que le sirvió para lograr el liderato desplazando a Simon Yates, quien se hundió en la etapa e incluso, acabó fuera del top ten de la general. Froome también consiguió el maillot de la montaña.
Esta gran victoria convirtió a Froome en uno de los pocos ciclistas que han logrado la victoria en las 3 Grandes Vueltas, y forma parte de ese selecto grupo junto a Eddy Merckx, Bernard Hinault, Jacques Anquetil, Alberto Contador, Felice Gimondi y Vincenzo Nibali.
Su actuación en el Tour fue buena, quedó tercero. Sin embargo, dejó sensación de cansancio y falta de fuerza, sobre todo ante la exhibición de su compañero Geraint Thomas, quien le sucedió en el trono de París. Casi ganó la etapa contrarreloj del penúltimo día, en la que quedó a 1 segundo del ganador, el neerlandés Tom Dumoulin. Fue el segundo año consecutivo en el que Froome no consiguió ganar una etapa en la ronda francesa.

### 2019: Lesión y victoria en la Vuelta 2011 ocho años después
Froome comenzó la temporada 2019 sin demasiados esfuerzos, y sin participar en el Giro para defender su título. Sin embargo, días antes de debutar en la primera carrera seria que iba a disputar, la Dauphiné, se lesionó de gravedad mientras hacía el reconocimiento del recorrido de la primera etapa contrarreloj estrellándose a más de 60 km/h. Se rompió el fémur y codo derechos, además de varias costillas, por lo cual se perdió el Tour de Francia. En la ronda francesa triunfaron sus compañeros del Team INEOS Egan Bernal y Geraint Thomas, primero y segundo respectivamente en París, demostrando una vez más el poderío del equipo que, desde 2012 hasta 2019, ganó todos los Tours disputados hasta ese momento salvo el de 2014.
No obstante, algunos días después de esta difícil situación, Froome recibió la noticia de que pasaba a ser el vencedor de la Vuelta a España 2011, casi 8 años después de haber concluido, debido a una sanción retrospectiva del ciclista ganador de la prueba, el español Juanjo Cobo, debido a anomalías en su pasaporte biológico. De esta manera, Froome consiguió la segunda Vuelta a España de su palmarés.
Tampoco participó en la Vuelta a España en septiembre.

### 2020: Temporada marcada por el COVID-19
Debido a la pandemia por COVID-19, el comienzo de la temporada 2020 se retrasó hasta agosto.
Después de continuos rumores de que dejaría el Team INEOS debido a diversos problemas, principalmente su rivalidad con Egan Bernal, en julio se confirmó que el ciclista británico ficharía por el equipo Israel Start-Up Nation para 2021.
Disputó el Dauphiné en vista a prepararse para el Tour de Francia, aunque su resultado fue mediocre. Sin embargo, justo después, el Team INEOS sorprendió con una noticia que sacudió al mundo ciclista, decidiendo que ni él ni Geraint Thomas acudirían a la ronda francesa. Egan Bernal, vigente campeón del Tour, sería el líder único del equipo para la ronda francesa, llevando como lugarteniente a Richard Carapaz, vigente campeón del Giro. Thomas sería el jefe de filas en el Giro de Italia y Froome en la Vuelta a España.
No obstante, en la primera etapa de la ronda española, que era de montaña, se vio que no tenía la fuerza ni el aguante suficientes para seguir el ritmo de los mejores, por lo que decidió que haría de gregario para Carapaz hasta el final de la carrera. En todas las etapas de montaña perdió tiempo y acabó la carrera en la posición 98.º, la más baja que ha tenido nunca en una gran vuelta. Sin embargo, Froome se sintió satisfecho de haberse puesto al servicio de un compañero al que ayudó a quedar segundo en una carrera en la que tuvo opciones serias de ganar, alternándose en el liderato varias veces con Primož Roglič, quien venció finalmente la prueba.

### 2021: Un nuevo capítulo
Froome había estado entrenando y trabajando en una mayor rehabilitación en el sur de California, en preparación para la temporada 2021. El 17 de diciembre de 2020, se anunció que haría su debut con el equipo Israel Start-Up Nation en la Vuelta a San Juan, en Argentina, a partir del 24 de enero de 2021. Sin embargo, con la cancelación de la carrera debido al COVID-19, se anunció más tarde que abriría la temporada en el UAE Tour a partir de febrero.
Participó también en la Dauphiné, a finales de mayo, con un resultado muy discreto, siendo 47.º en la general.
En el Tour se confirmó lo que ya se vio en la pasada Vuelta a España, que su grave lesión le convirtió en un corredor muy distinto al de antes. Terminó en la posición 133.ª en la general, noveno por la cola, dejando en evidencia su debilidad. Se vio afectado por las caídas de los primeros días, lo que ya le condicionó. No solo perdió tiempo en las etapas de montaña, sino también en las llanas, y casi nunca se le vio en un ataque, al contrario, se dedicó a actuar de gregario, siempre en la cola del pelotón y llevando bidones de agua a sus compañeros. Al menos, acabó la prueba y recibió un premio por parte de las cadenas de televisión como "el corredor más simpático y correcto del pelotón".

### 2022: Esperanza en el Tour
Froome hizo su debut en la temporada 2022 en la Settimana Internazionale di Coppi e Bartali, después de una inflamación del tendón de la rodilla. A fines de mayo, mientras competía en el Mercan'Tour Classic Alpes-Maritimes 2022, Froome logró su mejor resultado desde su accidente en el Critérium del Dauphiné 2019, cuando terminó 11.º en la carrera.
En el Tour de Francia tuvo la mejor actuación tras su accidente. En la etapa 12, que fue una etapa de alta montaña que terminó en la cima de Alpe d'Huez, se acercó a la escapada con Tom Pidcock aproximadamente a la mitad de la etapa y terminó entre los 3 primeros de una etapa del Tour de Francia por primera vez desde la contrarreloj final de la edición 2018. Tuvo que abandonar antes de empezar la etapa 18 por un positivo en Covid-19. Iba clasificado en la posición 26.ª, a 1:27:14 horas del líder Jonas Vingegaard.
También participó en la Vuelta a España, en la que volvió a vérsele sin fuerza, quedando en la posición 114.ª.

## Palmarés
| 2007 - 1 etapa del Giro de las Regiones - 1 etapa del Tour de Japón - 3.º en los Juegos Panafricanos en Ruta 2009 - 1 etapa del Giro del Capo 2010 - 2.º en el Campeonato del Reino Unido Contrarreloj 2011 - Vuelta a España , más 1 etapa 2012 - 2.º en el Tour de Francia, más 1 etapa - 3.º en los Juegos Olímpicos Contrarreloj 2013 - Tour de Omán, más 1 etapa - 1 etapa de la Tirreno-Adriático - Critérium Internacional, más 1 etapa - Tour de Romandía, más 1 etapa - Critérium del Dauphiné, más 1 etapa - Tour de Francia , más 3 etapas - 2.º en el UCI WorldTour 2014 - Tour de Omán, más 1 etapa - Tour de Romandía, más 1 etapa - 2 etapas del Critérium del Dauphiné - 2.º en la Vuelta a España y premio de la combatividad | 2015 - Vuelta a Andalucía, más 1 etapa - Critérium del Dauphiné, más 2 etapas - Tour de Francia , más 1 etapa y clasificación de la montaña 2016 - Herald Sun Tour, más 1 etapa - 1 etapa del Tour de Romandía - Critérium del Dauphiné, más 1 etapa - Tour de Francia , más 2 etapas - 3.º en los Juegos Olímpicos Contrarreloj - 2.º en la Vuelta a España, más 2 etapas - 3.º en el UCI WorldTour 2017 - Tour de Francia - Vuelta a España , más 2 etapas, clasificación por puntos y la clasificación de la combinada - 3.º en el Campeonato Mundial Contrarreloj 2018 - Giro de Italia , más 2 etapas y clasificación de la montaña - 3.º en el Tour de Francia |

## Resultados
Durante su carrera deportiva ha conseguido los siguientes puestos en las Grandes Vueltas y Campeonatos del Mundo.

### Grandes Vueltas y Campeonatos del Mundo
| Carrera              | Carrera              | 2007 | 2008 | 2009 | 2010 | 2011 | 2012 | 2013 | 2014 | 2015 | 2016 | 2017 | 2018 | 2019 | 2020 | 2021  | 2022  | 2023 | 2024 |
| -------------------- | -------------------- | ---- | ---- | ---- | ---- | ---- | ---- | ---- | ---- | ---- | ---- | ---- | ---- | ---- | ---- | ----- | ----- | ---- | ---- |
|                      | Giro de Italia       | —    | —    | 36.º | Ab.  | —    | —    | —    | —    | —    | —    | —    | 1.º  | —    | —    | —     | —     | —    | —    |
|                      | Tour de Francia      | —    | 82.º | —    | —    | —    | 2.º  | 1.º  | Ab.  | 1.º  | 1.º  | 1.º  | 3.º  | —    | —    | 133.º | Ab.   | —    | —    |
|                      | Vuelta a España      | —    | —    | —    | —    | 1.º  | 4.º  | —    | 2.º  | Ab.  | 2.º  | 1.º  | —    | —    | 98.º | —     | 114.º | —    | —    |
| Mundial en Ruta      | Mundial en Ruta      | —    | Ab.  | Ab.  | —    | Ab.  | Ab.  | Ab.  | Ab.  | —    | —    | —    | —    | —    | —    | —     | —     | —    | —    |
| Mundial Contrarreloj | Mundial Contrarreloj | —    | —    | 18.º | —    | —    | —    | —    | —    | —    | —    | 3.º  | —    | —    | —    | —     | —     | —    | —    |

### Vueltas menores
| Carrera | Carrera                | 2007 | 2008 | 2009 | 2010  | 2011 | 2012  | 2013 | 2014 | 2015 | 2016 | 2017 | 2018 | 2019 | 2020 | 2021 | 2022 | 2023  | 2024 | 2025 |
| ------- | ---------------------- | ---- | ---- | ---- | ----- | ---- | ----- | ---- | ---- | ---- | ---- | ---- | ---- | ---- | ---- | ---- | ---- | ----- | ---- | ---- |
|         | Tour Down Under        | —    | —    | —    | 75.º  | —    | —     | —    | —    | —    | —    | —    | —    | —    | —    | X    | X    | 117.º | —    | —    |
|         | Tirreno-Adriático      | —    | —    | —    | —     | —    | —     | 2.º  | —    | —    | —    | —    | 34.º | —    | 91.º | —    | —    | —     | Ab.  | —    |
|         | Volta a Cataluña       | —    | —    | —    | 71.º  | 61.º | —     | —    | 6.º  | 71.º | 8.º  | 30.º | —    | 94.º | X    | 81.º | —    | —     | —    | —    |
|         | Tour de Romandía       | —    | —    | —    | Ab.   | 15.º | 123.º | 1.º  | 1.º  | 3.º  | 38.º | 18.º | —    | —    | X    | 96.º | 65.º | 97.º  | —    | —    |
|         | Critérium del Dauphiné | —    | —    | —    | —     | —    | 4.º   | 1.º  | 12.º | 1.º  | 1.º  | 4.º  | —    | Ab.  | 71.º | 47.º | Ab.  | —     | —    | —    |
|         | Vuelta a Suiza         | —    | —    | —    | —     | 47.º | —     | —    | —    | —    | —    | —    | —    | —    | X    | —    | —    | —     | —    | 97.º |
|         | Tour de Polonia        | —    | —    | —    | —     | 85.º | —     | —    | —    | —    | —    | —    | —    | —    | —    | —    | —    | —     | —    |      |
|         | Eneco Tour             | —    | —    | —    | 114.º | —    | —     | —    | —    | —    | —    | —    | —    | —    | —    | —    | X    | —     | —    |      |

—: No participa

Ab.: Abandona
X: No se disputó

## Récords y marcas personales
- Ciclista con más victorias en el Tour de Omán (2 victorias. Compartido con Alexéi Lutsenko).
- Ciclista con más victorias en el Critérium del Dauphiné (3 victorias. Compartido con Nello Lauredi, Luis Ocaña, Bernard Hinault, y Charly Mottet).
- Quinto ciclista en la historia con más victorias en el Tour de Francia (4 victorias).
- Ciclista del siglo XXI con más victorias en el Tour de Francia (4 victorias).
- Segundo ciclista británico en ganar un Tour de Francia (2013).
- Primer ciclista británico en ganar una Vuelta a España (2011).
- Primer ciclista británico en ganar un Giro de Italia (2018)
- Décimo ciclista en la historia en ganar 2 Grandes Vueltas el mismo año (Tour de Francia 2017-Vuelta a España 2017).
- Tercer ciclista en la historia en ganar Tour de Francia y Vuelta a España el mismo año tras Jacques Anquetil en 1963 y Bernard Hinault en 1978.
- Primer ciclista que gana Tour de Francia-Vuelta a España el mismo año, desde que se celebra en ese orden.[33]
- Sexto ciclista en la historia con más Grandes Vueltas, con 7.

## Equipos
- Team Konica Minolta (2007)
- Barloworld (2008-2009)
  - Barloworld (2008)
  - Barloworld-Bianchi (2009)
- Sky/INEOS (2010-2020)
  - Sky Professional Cycling Team (2010)
  - Sky Procycling (2011-2013)
  - Team Sky (2014-04.2019)
  - Team INEOS (05.2019-08.2020)
  - INEOS Grenadiers (08.2020-12.2020)
- Israel[34] (2021-)
  - Israel Start-Up Nation (2021)
  - Israel-Premier Tech (2022-)

## Premios y reconocimientos
- Bicicleta de Oro (2013, 2015 y 2017);[35] 2.º en 2016.
- Trofeo Flandrien Internacional (2013 y 2017).[36]